# Política da Grécia
Desde 1 de junho de 1975, com a adoção da nova constituição, a Grécia é uma democracia republicana parlamentarista. A monarquia foi rejeitada em 8 de dezembro de 1974.
O poder executivo é regido pelo chefe de Estado, que é eleito pelo parlamento. Além disso, existe ainda o chefe de governo, nomeado pelo presidente, e o Gabinete do Governo, cujos membros são também nomeados pelo presidente, tendo em conta as recomendações do primeiro-ministro.
O poder legislativo é unicameral (só possui uma câmara) e o órgão judiciário conta com uma Corte e um Tribunal Supremo. O sistema legal baseia-se no código romano, com tribunais divididos em assuntos civis, administrativos e criminosos.
O voto é obrigatório e universal, sendo adquirido esse direito aos dezessete anos a partir de 2016.

## Partidos políticos
Os seguintes partidos estão representados no Parlamento da Grécia, depois das eleições legislativas de janeiro de 2015:
| Partido                                                 | Ideologia                    |
| ------------------------------------------------------- | ---------------------------- |
| Syriza Συνασπισμός Ριζοσπαστικής Αριστεράς              | Esquerda radical             |
| Nova Democracia Νέα Δημοκρατία                          | Conservadorismo              |
| Aurora Dourada Λαϊκός Σύνδεσμος – Χρυσή Αυγή            | Extrema-direita nacionalista |
| To Potami Το Ποτάμι                                     | Centrismo                    |
| Partido Comunista da Grécia Κομμουνιστικό Κόμμα Ελλάδας | Esquerda radical             |
| Gregos Independentes Ανεξάρτητοι Έλληνες                | Conservadorismo liberal      |
| PASOK Πανελλήνιο Σοσιαλιστικό Κίνημα                    | Socialismo democrático       |
| Unidade Popular Λαϊκή Ενότητα                           | Esquerda radical             |

## Galeria

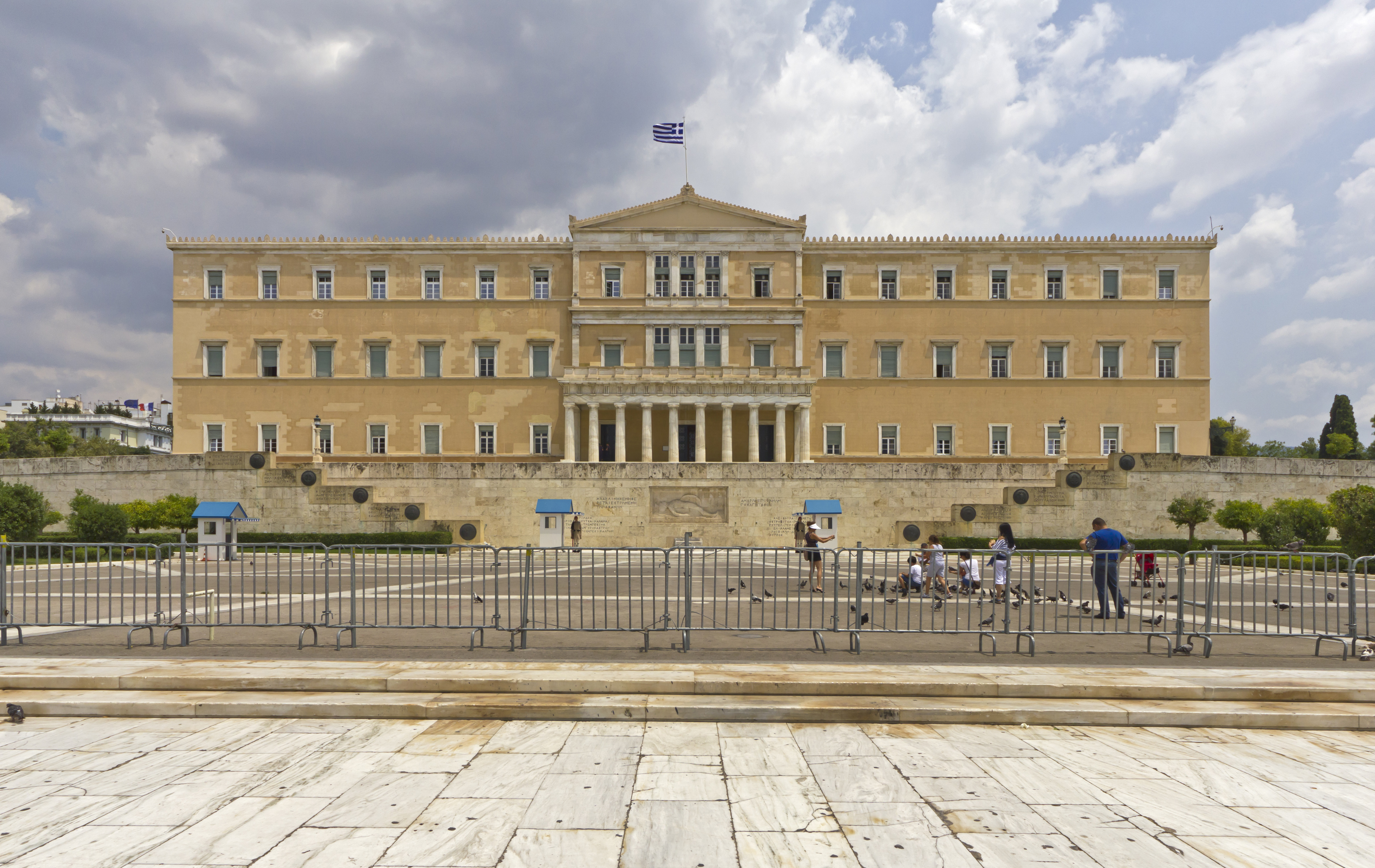
Parlamento da Grécia.
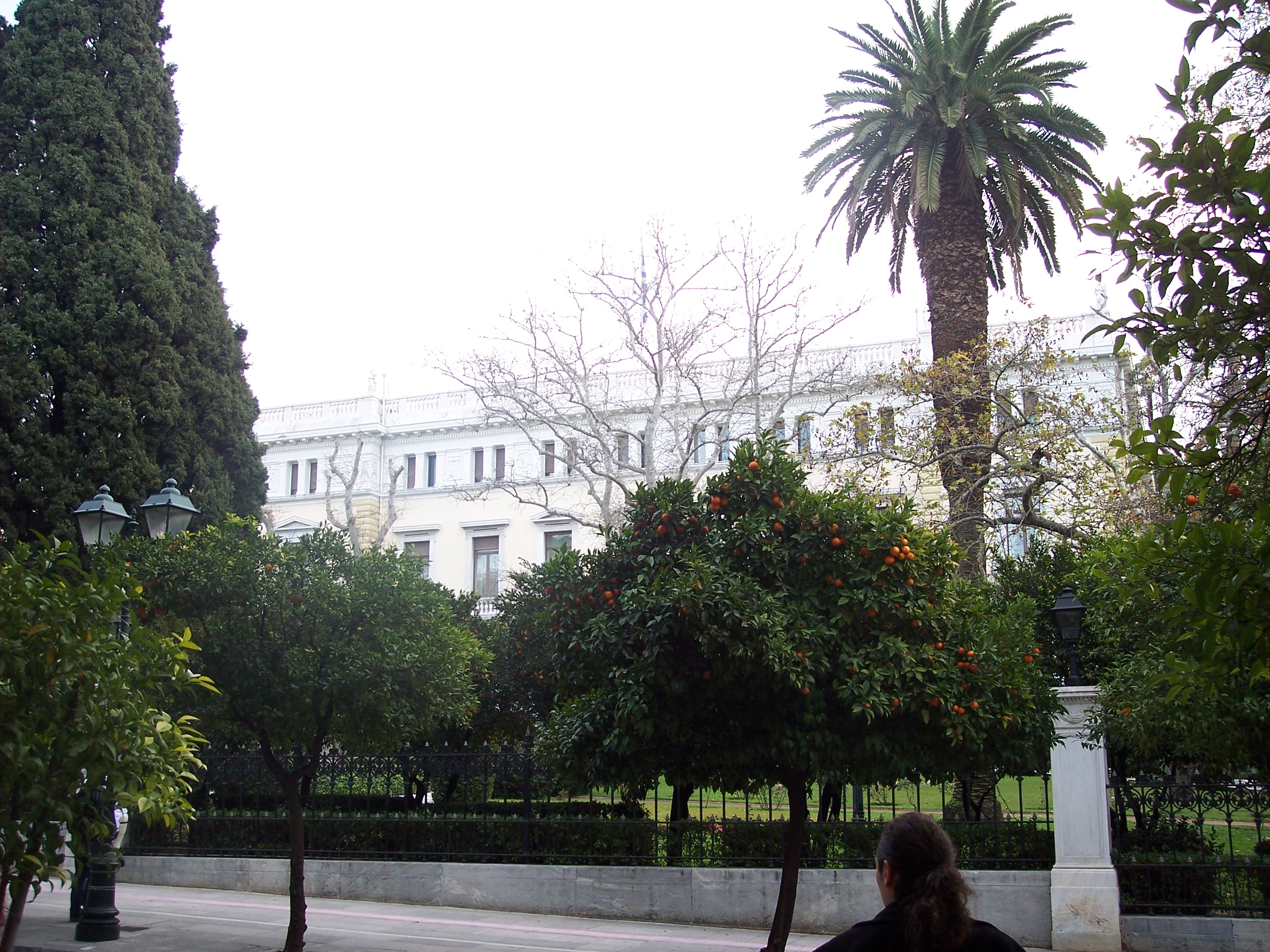
Mansão Presidencial de Atenas, sede do poder executivo.